# Lisianthius domingensis
Lisianthius domingensis är en gentianaväxtart som beskrevs av Ignatz Urban. Lisianthius domingensis ingår i släktet Lisianthius och familjen gentianaväxter. Inga underarter finns listade i Catalogue of Life.